# Juni 2018
Portal Geschichte | Portal Biografien | Aktuelle Ereignisse | Jahreskalender | Tagesartikel

◄ |
20. Jahrhundert |
21. Jahrhundert

◄ |
1980er |
1990er |
2000er |
2010er
| 2020er | 2030er | 2040er

◄ |
2014 |
2015 |
2016 |
2017 |
2018
| 2019 | 2020 | 2021 | 2022 | ►

◄ |
März 2018 |
April 2018 |
Mai 2018 |
Juni 2018 |
Juli 2018 |
August 2018 |
September 2018 |
►
Dieser Artikel behandelt tagesbezogene Nachrichten und Ereignisse im Juni 2018.

## Tagesgeschehen

### Freitag, 1. Juni 2018

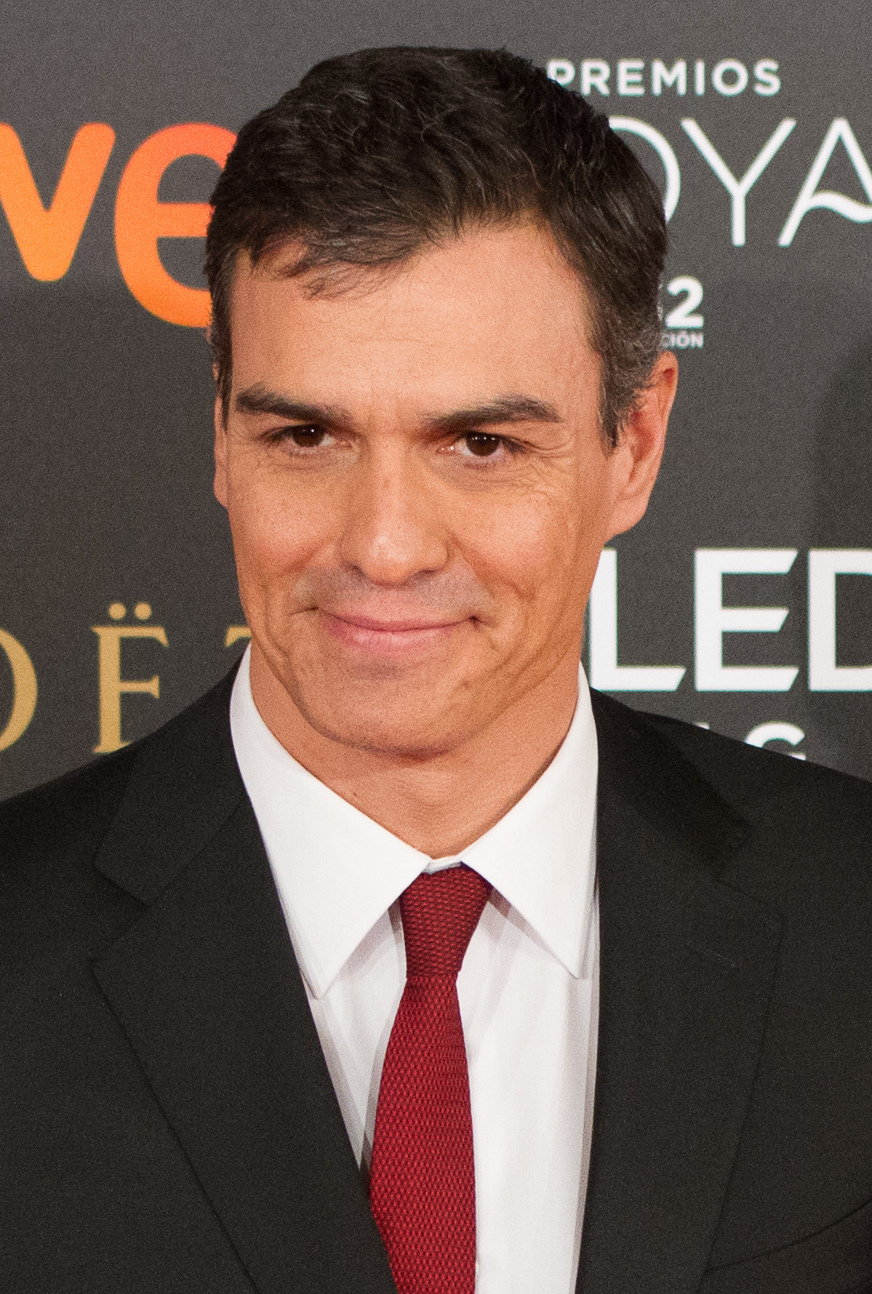
Pedro Sánchez ist neuer Ministerpräsident Spaniens

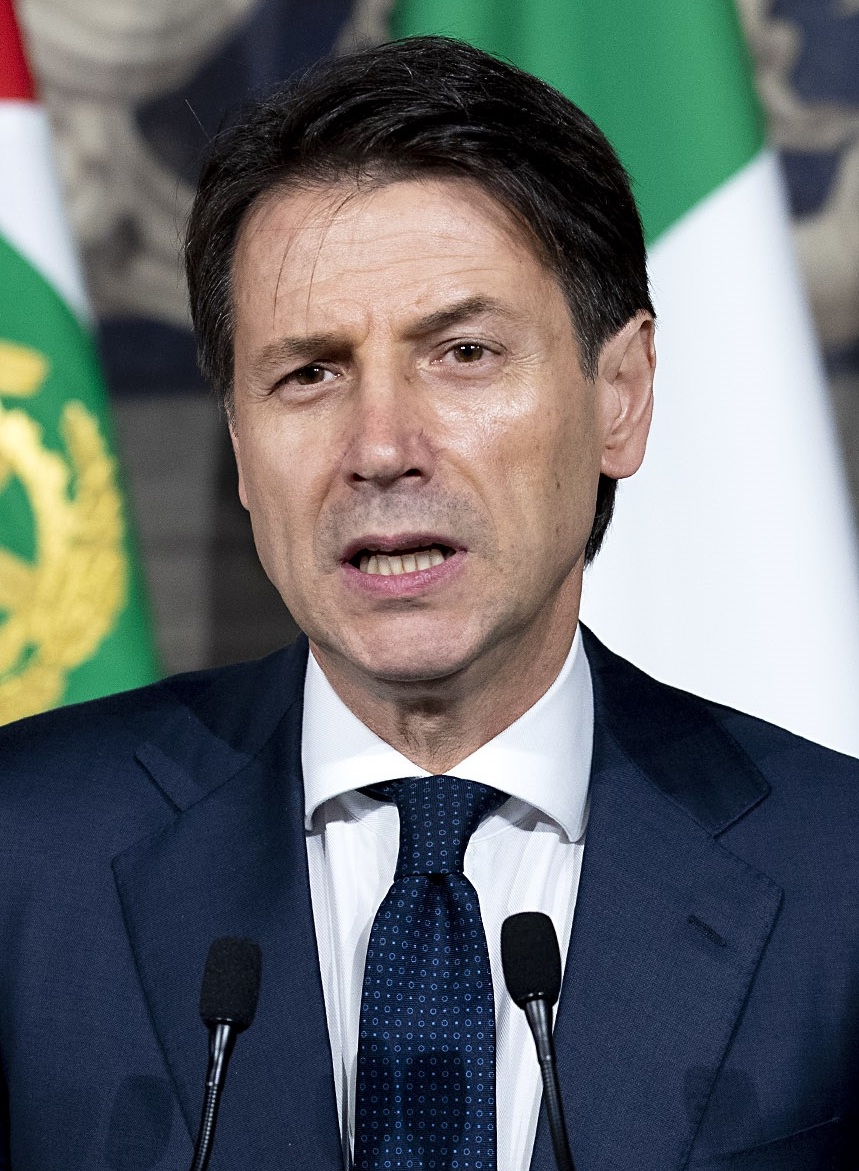
Giuseppe Conte ist neuer Ministerpräsident Italiens

- Druid Hills/Vereinigte Staaten: Die US-Gesundheitsbehörde CDC teilt mit, dass in 35 US-Bundesstaaten insgesamt 197 EHEC-Krankheitsfälle (Stamm O157:H7) durch verunreinigten Romana-Salat aufgetreten sind. Fünf der Erkrankten starben (je einer in Kalifornien, Arkansas und New York; zwei in Minnesota).[1]
- Madrid/Spanien: Das Unterhaus des spanischen Parlaments spricht Mariano Rajoy (PP) das Misstrauen aus und wählt stattdessen Pedro Sánchez (PSOE) zum Ministerpräsidenten.
- Minneapolis/Vereinigte Staaten: Das Erzbistum Saint Paul and Minneapolis einigt sich mit rund 450 Opfern sexuellen Missbrauchs durch 91 Priester in den vergangenen Jahrzehnten in der Diözese auf eine Zahlung von 210 Millionen US-Dollar aus einem Fonds. Zugleich soll daraus das Insolvenzverfahren des vom Bankrott bedrohten Erzbistums finanziert werden.[2]
- Rom/Italien: Staatspräsident Sergio Mattarella vereidigt die gesamte Regierung aus Fünf-Sterne-Bewegung und Lega Nord unter Führung des parteilosen Juristen Giuseppe Conte. Der Finanzexperte Carlo Cottarelli, der eigentlich eine Übergangsregierung aus Technokraten anführen sollte, hatte zuvor sein Mandat zurückgegeben.[3]
- Salamanca/Mexiko: Bei einer Verkehrskontrolle im Bundesstaat Guanajuato werden sechs Polizisten aus zwei Fahrzeugen heraus erschossen. Das Land leidet unter einer Gewaltwelle, die auch Politiker und Journalisten massiv trifft. 2017 gab es mit 26.000 Morden das blutigste Jahr in der jüngeren Geschichte.[4]
- Washington, D.C./Vereinigte Staaten: Die Regierung der USA belegt die Mitgliedsstaaten der Europäischen Union sowie für Kanada und Mexiko mit zusätzlichen Zöllen auf Stahl von 25 Prozent und auf Aluminium mit 10 Prozent. Die Europäische Kommission kündigt eine Klage wegen der US-Strafzölle vor der Welthandelsorganisation (WTO) an.[5]
- Worms/Deutschland: 34. Rheinland-Pfalz-Tag

### Samstag, 2. Juni 2018
- Barcelona/Spanien: In Katalonien erfolgt die Amtseinführung der neuen Regionalregierung der Generalitat de Catalunya unter ihrem Präsidenten Quim Torra und die Aufhebung der Zwangsverwaltung unter der Zentralregierung in Madrid. Die neue Regionalregierung bekennt sich weiterhin zur Unabhängigkeit von Spanien und das Ziel sei „ein unabhängiger Staat in Form einer Republik“.[6]

### Sonntag, 3. Juni 2018
- Flensburg/Deutschland: Die SG Flensburg-Handewitt hat zum zweiten Mal nach 2004 die deutsche Handballmeisterschaft gewonnen.
- Kerkenna-Inseln/Tunesien: Bei einem Bootsunglück mit rund 180 Migranten an Bord sterben mindestens 46 Menschen. 67 Menschen können von der Küstenwache gerettet werden. Das Boot wurde mutmaßlich zur Schlepperei eingesetzt. Ein weiteres Flüchtlingsboot sank vor der türkischen Küste der Provinz Antalya. Dabei kamen mindestens neun Menschen ums Leben. Fünf konnten gerettet werden.[7]
- Ljubljana/Slowenien: Bei der Parlamentswahl wird die konservative SDS unter Janez Janša mit rund 25 Prozent der Stimmen stärkste Kraft vor der von Marjan Šarec neu gegründeten LMŠ mit 12,7 Prozent. Die liberale SMC erlitt mit dem amtierenden Ministerpräsidenten Miro Cerar erhebliche Verluste und kommt auf 9,8 Prozent sowie die sozialdemokratische SD auf 9,9 Prozent und die sozialistische Levica auf 9,3 Prozent.
- Lodwar/Kenia: Im Turkana County erfolgt erstmals nach der 2012 erfolgreichen Exploration des Ölfeldes Nagmbia 8 nahe Lokichar im Beisein von Präsident Uhuru Kenyatta ein erster Öltransport auf Tankwagen zum Ölterminal im Hafen von Mombasa. Gefördert werden bislang rund 2000 Barrel Erdöl pro Tag.[8]
- Antigua Guatemala/Guatemala: Nach dem Ausbruch des Volcán de Fuego (Feuervulkans) sind mindestens 62 Menschen ums Leben gekommen und etwa 300 werden verletzt. Mehr als 2000 Menschen mussten aus dem Gebiet um den Vulkan evakuiert werden.[9]

### Montag, 4. Juni 2018
- Amman/Jordanien: Nach tagelangen Protesten aufgrund der Wirtschaftslage und der Steuererhöhungen tritt Premierminister Hani al-Mulki von seinem Amt zurück. König Abdullah II. nimmt den Rücktritt an und beauftragt den Bildungsminister und früheren Ökonom der Weltbank Omar al-Rassas mit der Bildung einer neuen Regierung.[10]
- Antananarivo/Madagaskar: Premierminister Olivier Mahafaly Solonandrasana tritt zurück. Als neuer Premierminister einer Übergangsregierung wird der UN-Vertreter Madagaskars Christian Ntsay von Staatspräsident Hery Rajaonarimampianina beauftragt.[11]
- Goma/Demokratische Republik Kongo: Nach mehreren tödlichen Zwischenfällen und Entführungen in den vergangenen Monaten bleibt der Nationalpark Virunga in der Provinz Nord-Kivu an der Grenze zu Ruanda und Uganda bis Ende 2018 für Touristen geschlossen.[12]
- Kabul/Afghanistan: Bei einem Selbstmordanschlag auf ein Treffen von rund 2000 ʿUlamā', islamischen Religionsgelehrten, vor einem Zelt der Loja Dschirga, des traditionellen Ältestenrates nahe der Kabuler Polytechnischen Universität im Nordwesten der Stadt, werden mindestens acht Menschen getötet.[13]
- Redmond/Vereinigte Staaten: Der US-amerikanische Soft- und Hardwarekonzern Microsoft gibt die Übernahme von GitHub, einem Onlinedienst, der Software-Entwicklungsprojekte auf seinen Servern bereitstellt (Filehosting), für rund 7,5 Milliarden US-Dollar bekannt.[14]
- Sydney/Australien: Die Commonwealth Bank of Australia erklärt sich bereit, eine Geldbuße in Höhe von 700 Millionen australische Dollar (530 Millionen US-Dollar) wegen Verstoßes gegen Gesetze zur Bekämpfung von Geldwäsche und Terrorismusfinanzierung zu zahlen. So waren 53.000 Transaktionen betroffen mit Bankgeschäften über 10.000 australische Dollar, die nicht den Behörden gemeldet wurden.[15]

### Dienstag, 5. Juni 2018
- Amman/Jordanien: König Abdullah II. ernennt Omar al-Razzaz zum neuen Ministerpräsidenten.

### Mittwoch, 6. Juni 2018
- Baikonur/Kasachstan: Erfolgreicher Start des Sojus MS-09-Raumschiffs mit den Raumfahrern Alexander Gerst (ESA), Sergei Prokopjew (Roskosmos) und Serena Auñón (NASA) zur Internationalen Raumstation (ISS) im Rahmen der ISS-Expedition 56.
- Berlin/Deutschland: Die Bundesregierung setzt eine Kommission für Wachstum, Strukturwandel und Beschäftigung („Kohlekommission“) ein, die im Rahmen der Klimaschutzpolitik bis Ende 2018 einen Plan für den Kohleausstieg erarbeiten soll.[16]
- Berlin/Deutschland: Die Bundesregierung setzt eine Kommission „Verlässlicher Generationenvertrag“ (VGV) ein, die Empfehlungen für eine zukunftssichere und generationengerechte Altersvorsorge erarbeiten soll. Dazu zählen die nachhaltige Sicherung und Fortentwicklung der gesetzlichen Rentenversicherung, der betrieblichen Altersversorgung und der privaten Altersvorsorge. Vorsitzende der Kommission sind Gabriele Lösekrug-Möller (SPD) und Karl Schiewerling (CDU).[17][18]
- Menlo Park/Kalifornien: Facebook hat nach Recherchen der New York Times Daten von zwei Milliarden Nutzern vertraglich an 60 unter anderem auch chinesische Unternehmen weitergegeben.[19]

### Donnerstag, 7. Juni 2018
- Leverkusen/Deutschland: Der Pharma- und Agrarchemiekonzern Bayer AG schließt mit der Übernahme des US-amerikanischen Agrarchemiekonzerns Monsanto die bisher größte Akquisition seiner Geschichte sowie größte Übernahme eines ausländischen Unternehmens durch ein deutsches ab und wird dadurch Weltmarktführer bei Pflanzenschutzmitteln und Saatgut.[20]
- Menlo Park/Kalifornien: Facebook teilt mit, dass private Nachrichten von 14 Millionen Nutzern über mehrere Tage versehentlich öffentlich angezeigt wurden.[21]

### Freitag, 8. Juni 2018
- La Malbaie/Kanada: G7-Gipfel

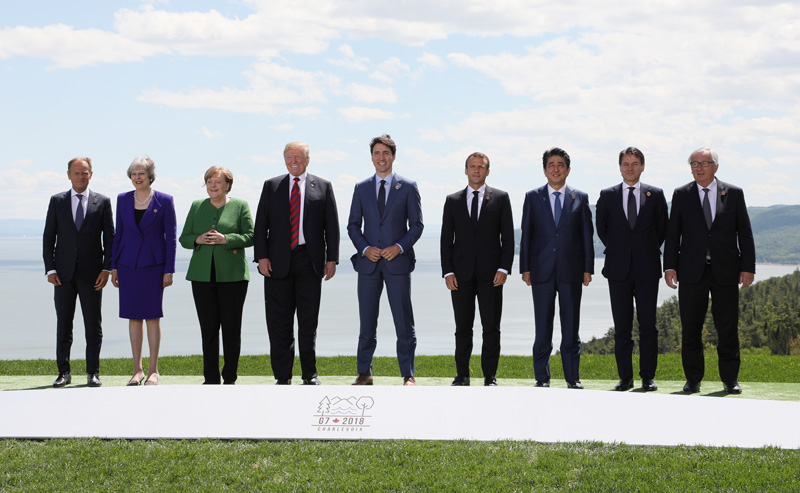
Gruppenfoto zum G7-Gipfel in La Malbaie, Kanada

- New York City: Die Generalversammlung der Vereinten Nationen hat Belgien, Deutschland, die Dominikanische Republik, Indonesien und Südafrika für 2019 und 2020 in den UN-Sicherheitsrat gewählt.[22]
- Washington, D.C./Vereinigte Staaten: Der Internationale Währungsfonds gewährt Argentinien einen Bereitschaftskredit in Höhe von 50 Milliarden US-Dollar mit einer Laufzeit von drei Jahren zur Stärkung der Wirtschaft. Die Regierung von Präsident Mauricio Macri verpflichte sich im Gegenzug, das Haushaltsdefizit deutlich zu reduzieren.[23]

### Samstag, 9. Juni 2018

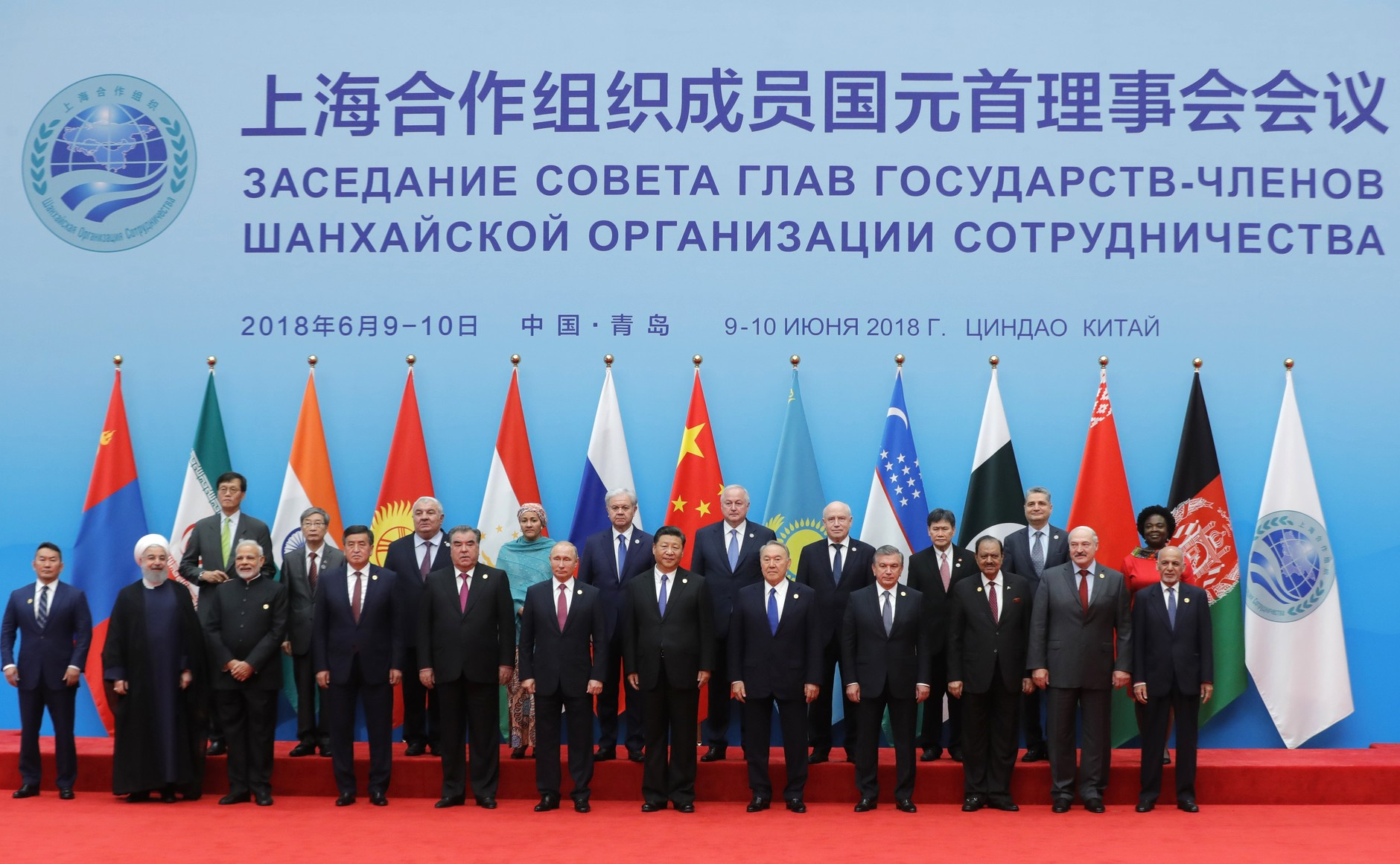
Gruppenfoto zum SCO-Gipfeltreffen in Qingdao

- Qingdao/Volksrepublik China: Gipfeltreffen der Shanghaier Organisation für Zusammenarbeit (SOZ)
- Leipzig/Deutschland: Die Bundesvorsitzenden der Partei Die Linke, Katja Kipping und Bernd Riexinger, werden für zwei weitere Jahre in ihren Ämtern bestätigt.

### Sonntag, 10. Juni 2018
- Bern/Schweiz: Volksabstimmung zur Eidgenössischen Volksinitiative «Für krisensicheres Geld: Geldschöpfung allein durch die Nationalbank! (Vollgeld-Initiative)» und zum Bundesgesetz über Geldspiele (Geldspielgesetz).

### Montag, 11. Juni 2018
- Hannover/Deutschland: Eröffnung der Computermesse CEBIT 2018, erstmals findet diese im Juni anstatt wie bisher im März statt.[24]
- Rom/Vatikanstadt: Papst Franziskus nimmt die am 18. Mai 2018 angebotenen Rücktritte der Bischöfe Gonzalo Duarte García de Cortázar, Juan Barros Madrid und Cristián Caro Cordero aus Chile an. Außer dem 61-jährigen Barros hatten die Bischöfe bereits die Pensionsaltersgrenze von 75 Jahren erreicht.[25] Nach zahlreichen Fällen sexuellen Missbrauchs boten zunächst 34 chilenischen Bischöfe ihren Amtsverzicht an. Erstmals in der katholischen Kirchengeschichte reichte damit eine gesamte Bischofskonferenz ihren Rücktritt ein.[26]

### Dienstag, 12. Juni 2018

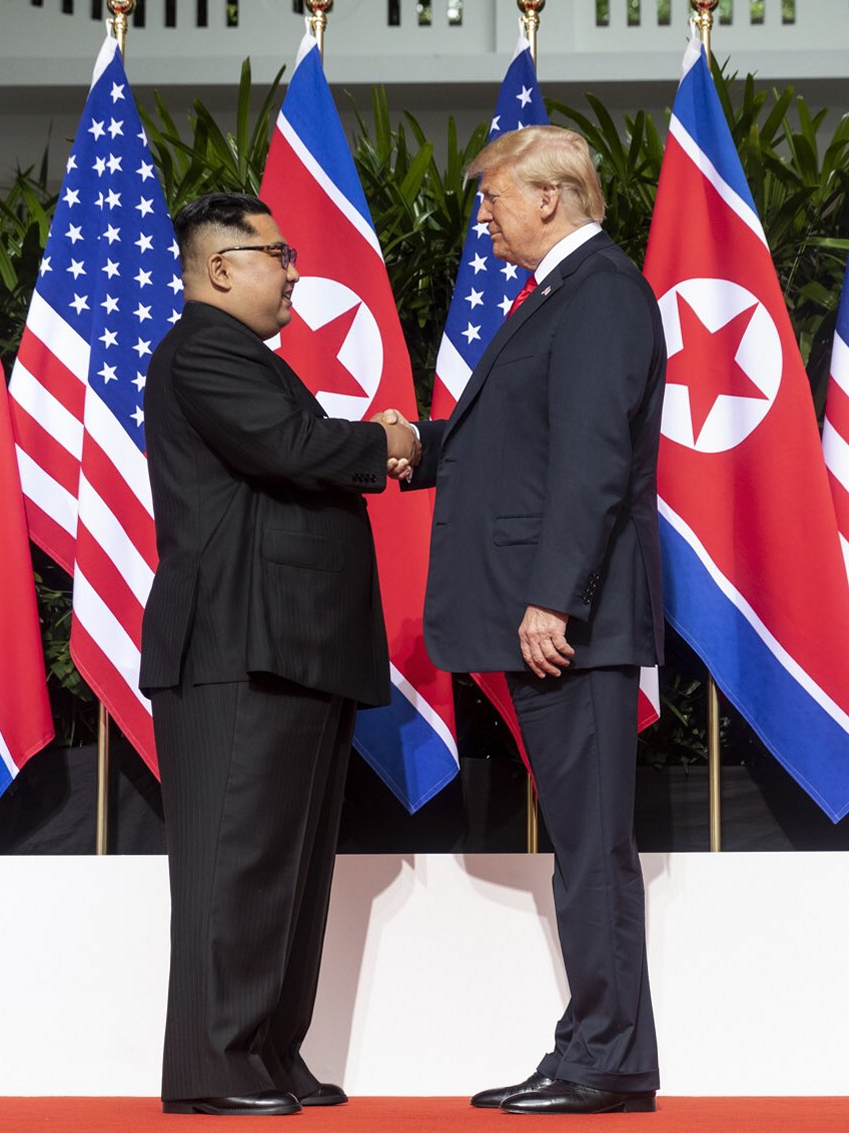
Handschlag zwischen Kim und Trump, Singapur

- Sentosa/Singapur: Historisches Treffen zwischen dem US-amerikanischen Präsidenten Donald Trump und dem obersten Führer der Demokratischen Volksrepublik Korea, Kim Jong Un.
- Skopje/Mazedonien: Im Streit um den Namen Mazedonien hat sich das Land mit Griechenland auf die Umbenennung der Republik Mazedonien (UN-Bezeichnung: Ehemalige Jugoslawische Republik Mazedonien) in „Republik Nordmazedonien“ geeinigt. Sowohl in Griechenland als auch in Mazedonien muss das Parlament der Übereinkunft noch zustimmen. In Mazedonien ist darüber hinaus eine Volksabstimmung im Herbst 2018 geplant. Damit könnte Griechenland künftig die Blockade eines möglichen Beitritts zur NATO und der Europäischen Union (EU) aufgeben.[27]

### Mittwoch, 13. Juni 2018
- Braunschweig/Deutschland: Die Staatsanwaltschaft Braunschweig hat im Kontext eines Verfahrens zu Abgasmanipulationen gegen den Automobilkonzern Volkswagen AG im Bereich der Stickoxide bei den Dieselmotoren VW EA189 und VW EA288 (Gen.3 NAR) wegen der Verletzung von Aufsichtspflichten nach § 130 des Ordnungswidrigkeitengesetzes ein Bußgeld in Höhe von einer Milliarde Euro verhängt. Es handelt sich um eine der höchsten Geldbußen, die jemals in der Bundesrepublik Deutschland einem Unternehmen auferlegt worden ist. Die Volkswagen AG hat Organisationsmängel eingeräumt und die Höhe der geforderten Summe akzeptiert.[28]
- Moskau/Russland: Die Fußball-Weltmeisterschaft 2026 ist an Kanada, Mexiko und die Vereinigten Staaten vergeben worden.
- Salzburg/Österreich: Konstituierende Sitzung des Salzburger Landtages der 16. Gesetzgebungsperiode und Wahl und Angelobung der Landesregierung Haslauer jun. II[29]
- Tiflis/Georgien: Premierminister Giorgi Kwirikaschwili erklärt seinen Rücktritt.[30]
- Wien/Österreich: Der Informatiker und Mathematiker Herbert Edelsbrunner und die Ethnomusikologin Ursula Hemetek werden mit dem mit je 1,4 Millionen Euro dotierten Wittgenstein-Preis ausgezeichnet.[31]

### Donnerstag, 14. Juni 2018
- al-Hudaida/Jemen: Die Regierungstruppen beginnen mit Unterstützung Saudi-Arabiens und der Vereinigten Arabischen Emirate (VAE) eine Offensive zur Rückeroberung der durch die seit fünf Jahren von Huthi-Rebellen kontrollierten Hafenstadt und attackieren auch den Flughafen.[32]
- Brüssel/Belgien: Die EU-Kommission beschließt die Vereinigten Staaten mit zusätzlichen Zöllen auf eine Reihe US-amerikanischer Produkte im Umfang von 2,8 Milliarden Euro zu belegen. Begründet wird dies mit den bereits zuvor von den Vereinigten Staaten angekündigten Zöllen.[33]
- Fukushima/Japan: Der Präsident des Stromkonzerns Tepco erklärt, dass das Unternehmen überlege, das Kernkraftwerk Fukushima-Daini stillzulegen.[34] Die Anlage steht seit 2011 still und hat die Nuklearkatastrophe von Fukushima weitgehend unbeschadet überstanden, während es im Kernkraftwerk Fukushima Daiichi zu einem Super-GAU gekommen war.
- Kecskemét/Ungarn: Der Prozess gegen die Angeklagten im Fall der Flüchtlingstragödie bei Parndorf vom August 2015 endet. Die vier Hauptangeklagten werden zu je 25 Jahren Haft, zehn weitere Angeklagte zu Freiheitsstrafen von bis zu zwölf Jahren verurteilt. Bei dem Drama auf einer Autobahn in Österreich starben 71 Menschen in einem Transporter[35]
- Moskau/Russland: Beginn der Endrunde der Fußball-Weltmeisterschaft 2018 mit der Eröffnung im Olympiastadion Luschniki durch den russischen Präsidenten Wladimir Putin und FIFA-Präsident Gianni Infantino sowie mit Auftritten des britischen Sängers Robbie Williams und der russisch-österreichischen Opernsängerin Aida Garifullina.[36][37]
- New York City/Vereinigte Staaten: Die Generalversammlung der Vereinten Nationen stimmte mit großer Mehrheit für eine Verurteilung Israels für die jüngste Gewalt im Gazastreifen. Von 193 Ländern stimmten 120 für die Resolution. Acht Länder stimmten dagegen und es gab 45 Enthaltungen. An der Grenze zwischen Israel und dem Gazastreifen kam es in den Monaten zuvor immer wieder zu gewalttätigen Auseinandersetzungen. Seit Ende März 2018 sind dort nach palästinensischen Angaben mehr als 120 Menschen von israelischen Soldaten getötet worden. Tausende wurden verletzt.[38]

### Freitag, 15. Juni 2018
- Asadabad/Afghanistan: Bei einem US-amerikanischen Drohnenangriff in der Provinz Kunar an der Grenze zu Pakistan wird nach Angaben des afghanischen Verteidigungsministeriums der Anführer der Terrororganisation Tehrik-i-Taliban Pakistan (pakistanischen Taliban), Mullah Fazal Ullah, getötet.[39]
- Berlin/Deutschland: Bundesinnenminister Horst Seehofer entlässt die Präsidentin des Bundesamtes für Migration und Flüchtlinge (BAMF), Jutta Cordt aufgrund der sogenannten „BAMF-Affäre“.[40]
- Den Haag/Niederlande: Das niederländische Außenministerium gibt den Rückzug aus der Multidimensionale Integrierte Stabilisierungsmission der Vereinten Nationen in Mali (MINUSMA) zum 1. Mai 2019 bekannt an der sie derzeit noch mit 250 Soldaten beteiligt ist. Stattdessen werde der Einsatz in Afghanistan „ausgeweitet und intensiviert“.[41]
- Genf/Schweiz: Die Weltgesundheitsorganisation (WHO) nimmt die Online-Spielsucht (Gaming Disorder) in den neuen Katalog ICD-11 der Internationalen statistischen Klassifikation der Krankheiten und verwandter Gesundheitsprobleme auf.[42][43]
- Washington, D.C./Vereinigte Staaten: Die Regierung der USA belegt die Volksrepublik China mit zusätzlichen Zöllen von 25 Prozent auf rund 1102 chinesische Produkte und Produktgruppen im Umfang von 50 Milliarden US-Dollar. Ausdrücklich ausgenommen seien hingegen Verbrauchergüter wie Smartphones oder TV-Geräte. Begründet wird dies mit dem hohen Handelsdefizit mit der Volksrepublik China mit rund 375 Milliarden US-Dollar. Die Zölle sollen am 6. Juli 2018 in Kraft treten.[44]

### Samstag, 16. Juni 2018
- Dallas/Vereinigte Staaten: Der US-Telekommunikationskonzern AT&T fusioniert für rund 85 Milliarden US-Dollar mit dem US-Medienunternehmen Time Warner, zu dem u. a. Warner Bros, der Nachrichtensender CNN und der Bezahlsender HBO gehören. Die Regierung unter Präsident Donald Trump hatte zunächst eine Kartellrechtsklage gegen die Fusion eingelegt, weil sie eine zu große Marktmacht und Nachteile für Wettbewerber und Kunden befürchtete. Richter Richard Leon vom zuständigen Gericht in Washington hatte am 12. Juni bereits die Fusion ohne Auflagen genehmigt.[45][46]
- Dschalalabad/Afghanistan: Bei einem Selbstmordanschlag im Bezirk Rodat in der Provinz Nangarhar wird während der Feierlichkeiten zur Waffenruhe zwischen den afghanischen Regierungstruppen und den islamistischen Taliban mindestens 20 Menschen getötet und 16 weitere verletzt. Die Provinz Nangarhar ist die Hauptbasis der Terrormiliz Islamischer Staat (IS).[47]
- Glasgow/Vereinigtes Königreich: Die schottische Kunsthochschule Glasgow School of Art wird bei einem erneuten Brand erneut schwer beschädigt. Die Restauration des Brandschadens von Mai 2014 kostete bereits umgerechnet rund 40 Millionen Euro. Es gab keine Verletzte.[48]
- Kiel/Deutschland: Beginn der 136. Kieler Woche als Volksfest mit der jährlich stattfindende Segelregatta und Windjammer-Parade in der Kieler Förde sowie den Besuch zahlreicher Kriegsschiffe im Marinestützpunkt Kiel.[49]
- Peking/Volksrepublik China: Als Reaktion auf die US-amerikanischen Zölle auf chinesische Produkte gibt das Land ebenfalls zusätzliche Zölle von 25 Prozent auf rund 545 US-Produkte und Produktgruppen im Umfang von 34 Milliarden US-Dollar bekannt. Die Zölle sollen wie die der USA am 6. Juli 2018 in Kraft treten.[50]
- Wien/Österreich: Nach einer investigativen Recherche der österreichischen Zeitungen Der Standard und Profil soll der deutsche Bundesnachrichtendienst (BND) zwischen 1999 und 2006 systematisch die Telekommunikation zentraler Einrichtungen in Österreich überwacht haben. Darunter Ministerien in Wien, Unternehmen besonders Rüstungsunternehmen, Banken, Universitäten und ihre Professoren, internationale Organisationen, islamische Einrichtungen ebenso wie Terrorverdächtige.[51][52]

### Sonntag, 17. Juni 2018
- Ankara/Türkei: Die türkische Luftwaffe bombardiert ein Treffen der Arbeiterpartei Kurdistans (PKK) in den Kandil-Bergen im Nordirak.[53]

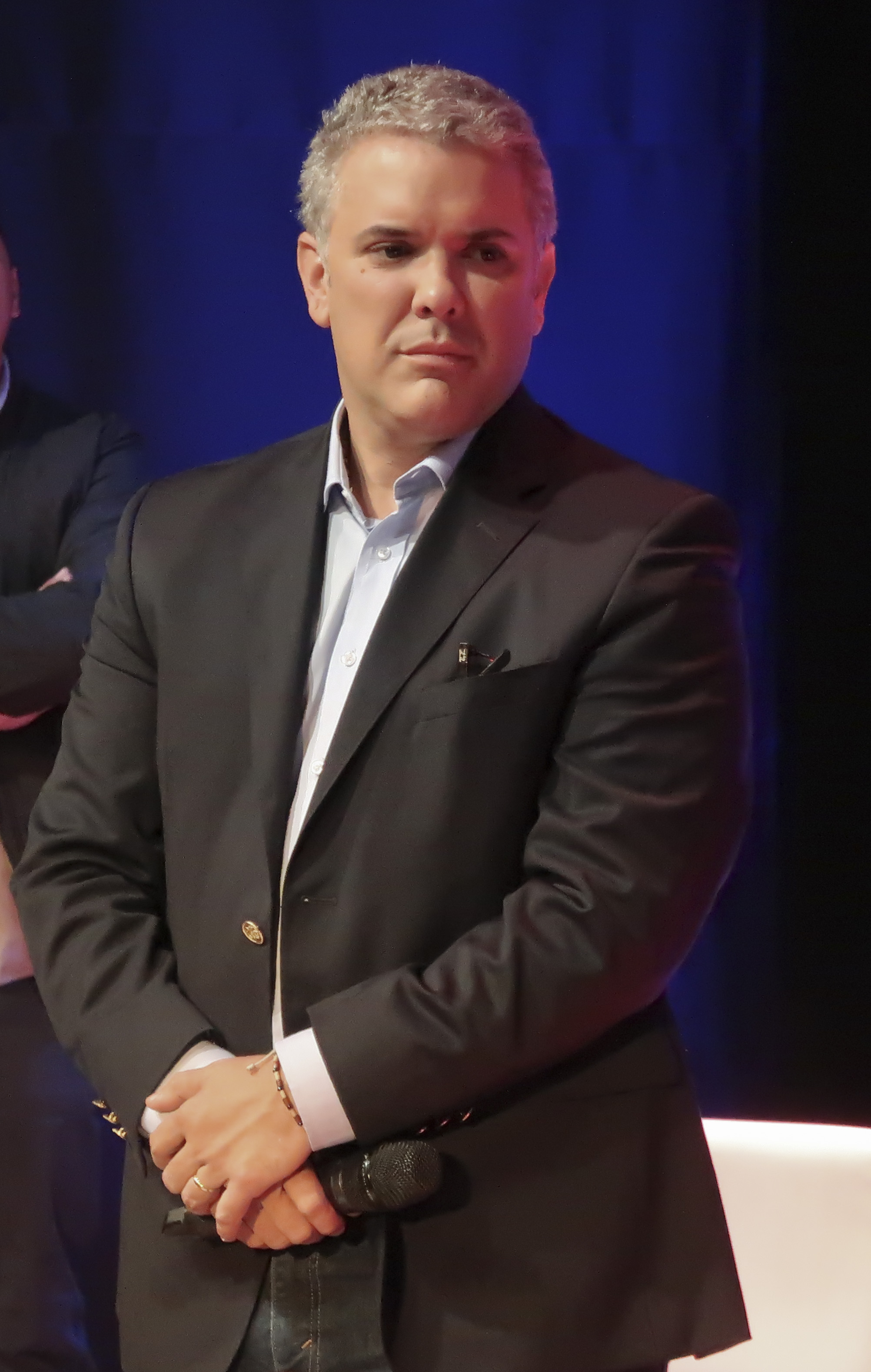
Iván Duque wird zum Präsidenten Kolumbiens gewählt

- Bogotá/Kolumbien: Bei der Stichwahl zur Präsidentschaftswahl setzt sich Iván Duque (CD/Gran Alianza por Colombia) gegen Gustavo Petro (Decentes) durch.
- Damboa/Nigeria: Zwei Selbstmordattentäter sprengen sich auf einem belebten Platz in die Luft und bei einem anschließenden bewaffneten Angriff aus dem Hinterhalt werden mindestens 30 Menschen getötet. Die Behörden vermuteten die islamistische Terrororganisation Boko Haram hinter den Taten.[54]
- Psarades/Griechenland: Die Regierungen von Griechenland und von Mazedonien treffen eine Vereinbarung zur Beilegung des seit dem Zerfall Jugoslawiens andauernden Streits um den Namen Mazedonien. Danach soll die ehemalige jugoslawische Teilrepublik Mazedonien sich künftig Nordmazedonien nennen. Als Gegenleistung will Griechenland den Weg des Landes zur NATO und in die EU nicht länger blockieren.[55]
- Valencia/Spanien: Ein Konvoi aus drei Schiffen, darunter die Aquarius, erreicht mit insgesamt 630 Flüchtlingen an Bord den Hafen von Valencia.

### Montag, 18. Juni 2018
- Faraba Banta/Gambia: Bei Protesten in Faraba Banta starben drei Umweltaktivisten durch Schusswaffengebrauch der Interventionseinheit der Polizei.

### Dienstag, 19. Juni 2018
- Graz/Österreich: An der Oper Graz wird der Österreichische Musiktheaterpreis 2018 verliehen. Die Produktion Axel an der Himmelstür an der Volksoper Wien wird in vier Kategorien gewürdigt (beste Gesamtproduktion Operette, Peter Lund in der Kategorie beste Regie, Jakob Semotan als bester Nachwuchskünstler sowie beste Ausstattung). Für die beste weibliche Hauptrolle wird Anna-Maria Kalesidis und für die beste männliche Hauptrolle Aleš Briscein ausgezeichnet.[56]
- Ottawa/Kanada: Das Abgeordnetenhaus stimmt mit großer Mehrheit für die Legalisierung von Cannabis.[57]
- Genf/Schweiz: Die Organisation WHO streicht „Transsexualität“ als psychische Störung. Der neue Katalog soll 2022 in Kraft treten, 2019 wird er den WHO-Mitgliedsstaaten vorgelegt.[58][59]
- New York City/Vereinigte Staaten: UN-Botschafterin Nikki Haley gibt den Austritt der Vereinigten Staaten aus dem UN-Menschenrechtsrat bekannt.[60][61][62]

### Mittwoch, 20. Juni 2018
- Algier/Algerien: Die Regierung ordnete bis zum 25. Juni 2018 für täglich jeweils eine Stunde am Vormittag und Nachmittag die landesweite Einstellung des Zugangs zum Internet und sozialen Netzwerken an. Dabei sollen mögliche Betrugsfälle bei den Abiturprüfungen in mehr als 2100 Prüfungszentren unterbunden werden. Nach Angaben von Algérie Télecom ist ein Zugang auch über Mobilfunk und das Festnetz blockiert.[63]
- Glasgow/Vereinigtes Königreich: Die Europäische Handballföderation vergibt die Europameisterschaft 2024 nach Deutschland.
- Neuilly-sur-Seine/Frankreich: Nach einer Studie der Prüfungs- und Beratungsgesellschaft PricewaterhouseCoopers International (PwC) gab es 2017 insgesamt 117 Übernahmen in Deutschland durch französische Unternehmen. Darunter Opel durch Groupe PSA, SAG-Gruppe durch Spie (Société parisienne pour l’industrie électrique), FTE automotive durch Valeo und Rimowa durch Moët Hennessy Louis Vuitton (LVMH). Im Gegenzug gab es rund 46 Übernahmen durch deutsche Unternehmen, darunter die Fusion Siemens mit Alstom, CIT Rail Holdings durch VTG AG, Fnac durch Ceconomy (früher Media Markt und Saturn).[64]

### Donnerstag, 21. Juni 2018
- Amman/Jordanien: Die deutsche Bundeskanzlerin Angela Merkel besucht Jordanien und trifft zu Gesprächen mit König Abdullah II. und Kronprinz Hussein bin Abdullah zusammen. Auch die German-Jordanian University und der Luftwaffenstützpunkt al-Azraq wird besucht, wo deutsche Luftwaffensoldaten stationiert sind. Deutschland gewährt dem Land für die Umsetzung der vom Internationalen Währungsfonds (IWF) geforderten Reformen einen Unterstützungskredit von 100 Millionen US-Dollar (umgerechnet 86,2 Millionen Euro) zusätzlich zu den bisherigen 384 Millionen Euro an Entwicklungsunterstützungen. Merkel würdigte die Unterstützung Jordaniens beim Kampf gegen die Terrormiliz Islamischer Staat (IS) und beim Friedensprozess im Bürgerkriegsland Syrien sowie die Unterbringung von rund 700.000 syrischen Flüchtlingen.[65]
- Budapest/Ungarn: Gipfeltreffen der Visegrád-Gruppe mit Österreich als Gastland. Die Staats- und Regierungschef protestieren dabei gegen den für den 24. Juni 2018 einberufenen Sondergipfel zur EU-Flüchtlingspolitik. Der ungarische Ministerpräsident Viktor Orbán sagte, das von Deutschland angeregte Treffen verstoße gegen die Gepflogenheiten in der EU und der polnische Ministerpräsident Mateusz Morawiecki lehnte eine Teilnahme ab.[66]
- Darʿā/Syrien: Die syrischen Streitkräfte beginnen mit Unterstützung palästinensischer Einheiten eine Offensive zur Rückeroberung der von den Rebellen der Freien Syrischen Armee (FSA) und des Islamischen Staates (IS) gehaltenen Gebiete im gleichnamigen Gouvernement Darʿā. Dabei kommt zu schweren Gefechten in Bosra, Darʿā und Al-Hirak.[67][68]
- Genf/Schweiz: Papst Franziskus besucht für einen Tag die Schweiz anlässlich der Feierlichkeiten zum 70-jährigen Bestehen des Ökumenischen Rats der Kirchen (ÖRK), auch Weltkirchenrat genannt.
- Luxemburg/Luxemburg: Der Europäische Gerichtshof (EuGH) verurteilt Deutschland wegen des Verstoßes gegen die europäische Nitratrichtlinie (Az.: C-543/16). Nitrat gelangt vor allem über das Düngen in der Landwirtschaft ins Wasser. Landwirtschaftsministerin Julia Klöckner (CDU) verwies auf die im Juni 2017 verschärfte Düngeverordnung als Novellierung der Düngeverordnung von 2008. Sie helfe, die Belastungen im Grundwasser zu senken.[69]
- Luxemburg/Luxemburg: Auf der Sitzung der Euro-Gruppe wird zusammen mit Griechenland für August 2018 die Zahlung einer letzten Tranche in Höhe von 15 Milliarden Euro im Rahmen des Europäischen Stabilitätsmechanismus (ESM) vereinbart sowie eine Laufzeitverlängerung älterer Kredite um weitere 10 Jahre. Am 20. August 2018 läuft das im September 2015 abgeschlossene dritte Hilfspaket aufgrund der griechischen Staatsschuldenkrise aus, aus dem das Land bisher rund 50 Milliarden Euro erhielt.[70]

### Freitag, 22. Juni 2018
- New York City/Vereinigte Staaten: Der UN-Sicherheitsrat und die UN-Vollversammlung wählt mit Yuji Iwasawa aus Japan die Nachbesetzung für den frei gewordenen Sitz im Internationalen Gerichtshof mit Sitz in Den Haag, nach dem Rücktritt von Richter Hisashi Owada mit Wirkung vom 7. Juni 2018.[71]
- Berlin/Deutschland: Der Deutsche Städtetag veröffentlicht ein Positionspapier „Nachhaltige Mobilität für alle“, in dem eine Verkehrswende in den Städten gefordert wird, hin zu nachhaltiger Mobilität mit leistungsfähigem ÖPNV, Elektromobilität, Rad- und Fußverkehr sowie eine bessere Finanzierung der kommunalen Verkehrsinfrastruktur. Helmut Dedy, Hauptgeschäftsführer des Deutschen Städtetages, fordert zudem die Politik auf das Verursacherprinzip einzuführen und somit auch die Automobilindustrie für Hardware-Nachrüstungen für Dieselfahrzeuge zu verpflichten, die die Stickoxidwerte nicht einhalten.[72]
- Wien/Österreich: Auf der 174. Konferenz der Organisation erdölexportierender Länder (OPEC) haben sich die Mitgliedsstaaten auf eine Erhöhung der Fördermenge um eine Million Barrel pro Tag ab Anfang Juli 2018 geeinigt. Zudem wurde die Republik Kongo als neues Mitglied in der OPEC aufgenommen.[73]

### Samstag, 23. Juni 2018
- Addis Abeba/Äthiopien: Bei einer Kundgebung auf dem Meskel-Platz der Hauptstadt wird während des ersten öffentlichen Auftritts des seit April 2018 amtierenden Premierministers Abiy Ahmed Ali (EPRDF) ein Anschlag verübt. Ein Attentäter tötet mit einer Granate mindestens einen Menschen und rund 154 weitere werden auch durch die anschließende Panik verletzt.[74]
- Bulawayo/Simbabwe: Bei einem Attentatsversuch während einer Wahlkampfveranstaltung der ZANU-PF von Präsident Emmerson Mnangagwa im Stadion von Bulawayo werden bei der Bombenexplosion mehrere Menschen verletzt, darunter Vizepräsident Kemo Mohadi. Der Präsident Mnangagwa bleibt unverletzt.[75]
- New York/Vereinigte Staaten: Die Generalversammlung der Vereinten Nationen (UNGA) forderte in einer Resolution erstmals einen Abzug der russischen Streitkräfte (14. Gardearmee) aus dem international nicht als Pridnestrowische Moldauische Republik anerkannten Transnistrien in der Republik Moldau. Für die Vorlage stimmten 64 Staaten (darunter Großbritannien, Kanada, Polen); 15 Staaten (darunter Iran, Nordkorea, Russland und Syrien) votierten dagegen und es gab 83 Enthaltungen. Russlands stellvertretender UN-Botschafter Dmitri Poljanski verwies auf die bestehenden Vermittlungsbemühungen der OSZE im Transnistrien-Konflikt und die Resolution schade den Bemühungen der OSZE.[76]
- Tarragona/Spanien: Eröffnung der XVIII. Mittelmeerspiele, die bis zum 1. Juli 2018 ausgetragen werden. Hauptwettkampfstätte ist Nou Estadi de Tarragona.

### Sonntag, 24. Juni 2018
- Abu Kamal/Syrien: F-16-Kampfflugzeuge der irakischen Luftstreitkräfte greifen im Südosten Syriens ein Treffen von Kämpfern des Islamischen Staates (IS) in Hajin im Distrikt Abu Kamal an. Dabei werden nach irakischen Angaben mindestens 45 IS-Kämpfer getötet.[77]
- Ankara/Türkei: Präsidentschaftswahlen und Parlamentswahlen.
- Brüssel/Belgien: Informelles Arbeitstreffen zur Flüchtlingspolitik der Europäischen Union an dem Belgien, Bulgarien, Dänemark, Deutschland, Frankreich, Griechenland, Italien, Malta, die Niederlande, Österreich und Spanien teilnehmen. Polen, Tschechien, Slowakei und Ungarn sagten ihre Teilnahme ab.
- Riad/Saudi-Arabien: Frauen dürfen offiziell nach der Verbotsaufhebung Kraftfahrzeuge fahren, darunter auch Motorräder, jedoch Fahrräder nur sehr eingeschränkt.

### Dienstag, 26. Juni 2018
- Berlin/Deutschland: Die Kohlekommission der Bundesregierung berät erstmals über Klimapolitik, den notwendigen Strukturwandel in den Braun- und Steinkohleabbaugebieten und der Industrie für die Verstromung, sowie das Gerüst für einen Kohleausstieg.[78]
- Peking/Volksrepublik China: Beginn des 15-tägigen Chinesisch-Afrikanischen Forums zu Sicherheit und Verteidigung an der hochrangige Armeevertreter aus 50 afrikanischen Staaten zu einem Truppenbesuch bei der Volksbefreiungsarmee und zu Gesprächen über künftige Kooperationen teilnehmen. Sowie des 4. Chinesisch-Afrikanischen Forums zu Medien mit 400 Vertretern aus 42 afrikanischen Staaten[79][80]

### Mittwoch, 27. Juni 2018
- Kasan/Russland: Mit 0:2 unterliegt die deutsche Fußballnationalmannschaft in ihrem letzten Gruppenspiel der Endrunde 2018 gegen die Mannschaft aus Südkorea und scheidet damit erstmals nach der Vorrunde aus einer Weltmeisterschaft aus.[81]

### Donnerstag, 28. Juni 2018
- Brüssel/Belgien: Beginn der zweitägigen Tagung des Europäischen Rats. Die Staats- und Regierungschefs der Europäischen Union (EU) befassen sich unter anderem mit den Fragen zur Migration, Sicherheit und Verteidigung, Arbeitsplätze, Wirtschaftswachstum und Wettbewerbsfähigkeit, Innovation und digitales Europa, langfristiger EU-Haushalt (MFR) und den Außenbeziehungen.

### Freitag, 29. Juni 2018
- Brüssel/Belgien: Auf der Tagung des Europäischen Rats vereinbaren die Staats- und Regierungschefs der Mitgliedstaaten der Europäischen Union u. a. die Erweiterung der Befugnisse der Europäischen Agentur für die Grenz- und Küstenwache (Frontex), die zugleich mit mehr finanziellen Mitteln ausgestattet werden soll. Eine Regelung für die Verteilung von Migranten aus Afrika und Asien auf die Mitgliedstaaten ist nicht in Reichweite, es wird das Prinzip der freiwilligen Aufnahme betont. Des Weiteren sind sich die Staaten darin einig, dass Asylsuchende mit dem Ziel Europa ihre Asylentscheide in geschlossenen Lagern außerhalb der Staatengemeinschaft abwarten sollen.[82]
- Sévaré/Mali: Bei einem Selbstmordanschlag einer mit der Terrororganisation al-Qaida verbündete Dschamāʿat Nusrat al-Islām wa-l-Muslimīn (Unterstützungsgruppe für Islam und Muslime) auf das Hauptquartier der Eingreiftruppe (Force conjointe) der G5-Sahel-Länder werden zwei G5-Soldaten sowie zwei Zivilisten getötet.[83]

## Weblinks

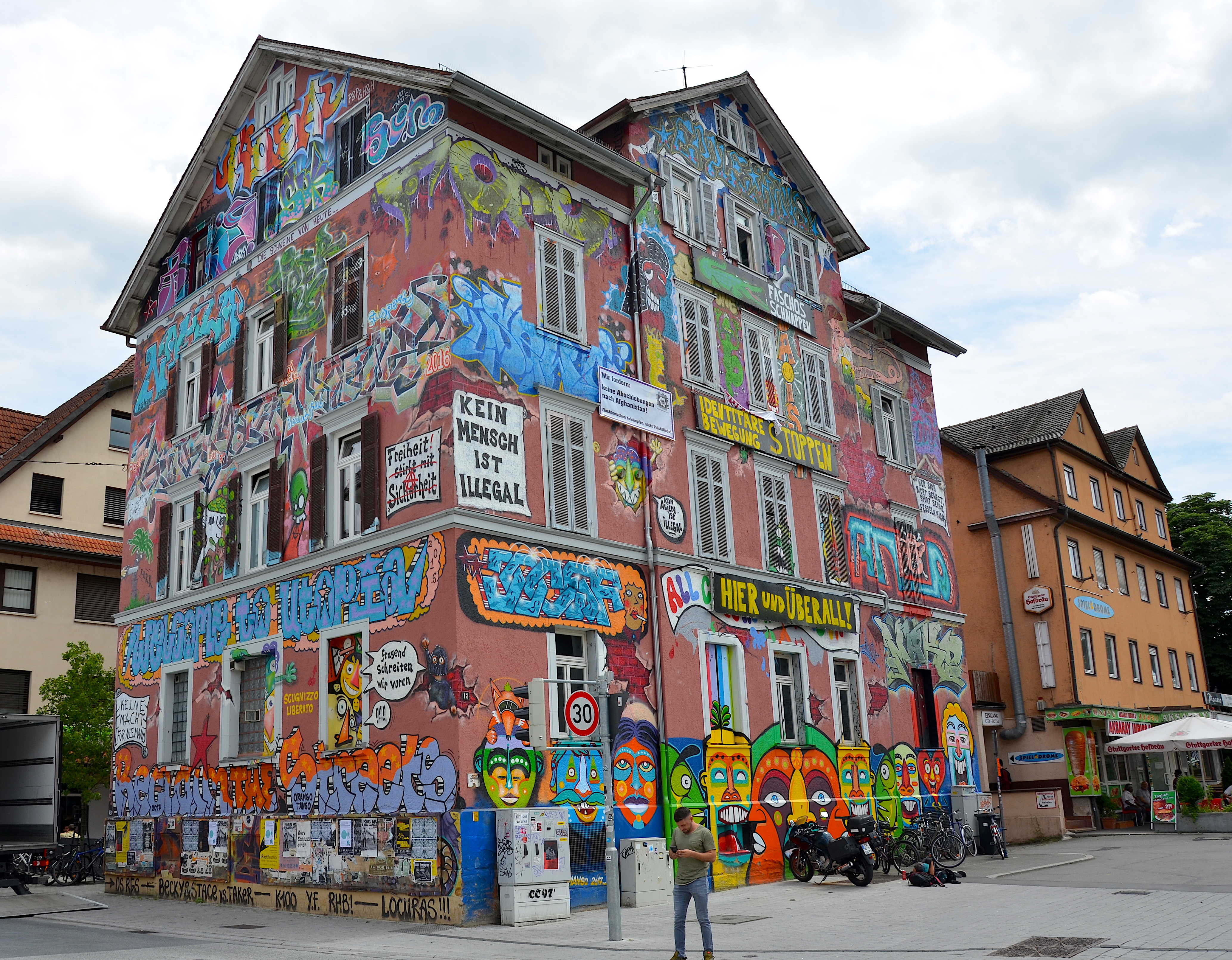
Baden-Württemberg im Juni 2018